# Алпе (Ђенова)
Алпе (итал. Alpe) је насеље у Италији у округу Ђенова, региону Лигурија.
Према процени из 2011. у насељу је живело 40 становника. Насеље се налази на надморској висини од 1025 м.